# Fontinàlia
Les Fontinàlia (en llatí Fontinalia) era una festivitat a l'antiga Roma que se celebrava el dia 13 d'octubre en honor de Fontus, un déu romà protector de les fonts.
Durant aquesta festa es llençaven garlandes de flors a les fonts i també als pous, i s'ornaven els brocals. Varró en fa una breu descripció d'aquesta festa:
| «        | Les Fontinàlia eren unes festes en honor a les nimfes de les fonts en la què es tiraven enfilalls de flors a les fonts i es guarnien els pous. | » |
| — Varró. | |   |